# Dr. Jack
Dr. Jack is een stomme film uit 1922 onder regie van Fred C. Newmeyer.

## Rolverdeling
| Acteur            | Personage                 |
| ----------------- | ------------------------- |
| Harold Lloyd      | Dr. 'Jack' Jackson        |
| Mildred Davis     | The Sick-Little-Well-Girl |
| John T. Prince    | Her Father                |
| Eric Mayne        | Dr. Ludwig von Saulsbourg |
| C. Norman Hammond | Jamison                   |